# Liorhina apicistriata
Liorhina apicistriata är en insektsart som beskrevs av Hamilton 1980. Liorhina apicistriata ingår i släktet Liorhina och familjen spottstritar. Inga underarter finns listade i Catalogue of Life.